# Kerivoulinae
Sous-famille
Les Kerivoulinae sont une sous-famille de chauves-souris de la famille des Vespertilionidae. 

## Liste des genres
Selon ITIS (17 mars 2019) :
- genre Kerivoula Gray, 1842
- genre Phoniscus Miller, 1905

## Publication originale
(en) Gerrit Smith Miller, Jr, « The Families and Genera of Bats », Smithsonian Institution United Sates National Museum, Washington, vol. 57,‎ 29 juin 1907, p. 1-282 (lire en ligne, consulté le 17 mars 2019). 